# Hugo Distler
Hugo Distler   (Nuremberg, 24 de juny de 1908 - Berlín, 1 de novembre de 1942) fou un organista alemany, director coral, professor i compositor.
Nascut a Nuremberg, Distler va assistir al conservatori de Leipzig del 1927 al 1931, primer com a estudiant de direcció amb piano com a assignatura secundària, però després va canviar, per consell del seu professor, la composició i l'orgue. Va estudiar amb Martienssen (piano), Günther Ramin (orgue) i Grabner (harmonia).
Es va convertir en organista a St. Jacobi de Lübeck el 1931. El 1933 es va casar amb Waltraut Thienhaus. Aquell mateix any es va incorporar al NSDAP (Partit Socialista dels Treballadors Nacionals Alemanys), de mala gana, ja que el seu treball continuat depenia de fer-ho. A l'octubre de 1933, Distler va ser nomenat cap del departament de música de cambra del conservatori de Lübeck, i al mateix temps va començar a ensenyar a la "Spandauer Kirchenmusikschule" (escola de música d'església de Spandau).
El 1937, Distler va ser nomenat professor del Württemberg Hochschule für Musik a Stuttgart, on també va dirigir els seus dos cors. El 1940 es va traslladar a Berlín per ensenyar i dirigir a la Hochschule für Musik allí, i el 1942 va ser nomenat director del cor de l'Estat i de la Catedral.
Es va tornar cada cop més deprimit a causa de la mort d'amics, atacs aeris, pressions laborals i l'amenaça constant de consciència a l'exèrcit alemany, provocant que es suïcidés a Berlín als 34 anys. Tanmateix, probablement el seu suïcidi no era el resultat directe de la pressió antagonista del govern; "més aviat, sembla que va veure la inutilitat d'intentar servir tant a Déu com als nazis i va arribar a un acord amb la seva pròpia consciència". És enterrat al cementiri de Stahnsdorf.
Distler va gaudir del seu primer èxit el 1935 en les Jornades oficials de música de Kassel (Kasseler Musiktage). Va obtenir el seu major èxit de públic el 1939 al Festival de Música Coral alemanya de Graz, quan el cor Stuttgart Hochschule va donar la primera de seccions del Mörike-Chorliederbuch; l'esdeveniment va ser considerat com el clímax del festival, però la difusió de l'obra va tenir lloc només després de la guerra. El seu Mörike-Chorliederbuch ara és reconegut com "la col·lecció secular a capella alemanya més important del segle XX".
Va compondre peces de cambra, obres per a piano sol i dos concerts (un per a clavicèmbal els anys 1935 i 1936 i un altre per a piano el 1937), però és conegut sobretot per la seva música coral sagrada i com a campió de la música neo-barroca. Les seves obres són una re invenció de formes i gèneres antics, rics amb pintura de paraules, basada en la música de Heinrich Schütz i d'altres compositors del Renaixement.
La seva música és polifònica i sovint melismàtica, sovint basada en l'escala pentatònica. Les seves obres es mantenen "ancorades tònicament", alhora que "revelen un sentit harmònic innovador". A causa d'aquestes característiques, la seva música va ser estigmatitzada per alguns nazis com a música degenerada.
Ara és reconegut com "un dels compositors alemanys més significatius de la seva generació". Sovint està associat amb altres compositors corals neo-barrocs alemanys, entre ells Johann Nepomuk David, Ernst Pepping i Wolfgang Fortner. Un dels estudiants més destacats de Distler, que va dur a terme moltes de les seves innovacions rítmiques i harmòniques, va ser Jan Bender. L'estil de Distler va ser estès per cors a Alemanya i l'estranger durant els anys posteriors a la Segona Guerra Mundial, estimulant i influenciant altres compositors posteriors.
El 1953 es va nomenar un cor a Berlín per al compositor, l'"Hugo-Distler-Chor", un conjunt que encara continua actiu. El 1992 es va dissenyar un segell alemany en honor seu. L'estil i la importància de Distler es van estendre als Estats Units per la influència d'organistes com Larry Palmer, que va escriure el primer llibre important sobre el compositor en llengua anglesa, i posteriorment per l'organista i compositor Justin Rubin, que va interpretar la el cicle complet del teclat de Distler en un concert a la ciutat de Nova York el 1995.